# واسیلیسا مارزالیوک
واسیلیسا مارزالیوک (به بلاروسی: Васіліса Аляксандраўна Марзалюк؛ زادهٔ ۲۳ ژوئن ۱۹۸۷) یک کشتی‌گیر آزادکار اهل بلاروس است.
از افتخارات وی می‌توان به کسب مدال نقره در مسابقات قهرمانی کشتی جهان ۲۰۱۷ و سه مدال برنز در مسابقات قهرمانی کشتی جهان ۲۰۱۱ و مسابقات قهرمانی کشتی جهان ۲۰۱۲ و مسابقات قهرمانی کشتی جهان ۲۰۱۵ اشاره کرد. وی سابقه حضور در المپیک ۲۰۲۰ توکیو را دارد.